# Kevin D. Randle
Kevin Douglas Randle (sinh ngày 4 tháng 6 năm 1949) là một nhà UFO học, nhà văn chuyên viết truyện khoa học viễn tưởng và tiểu thuyết lịch sử, đồng thời là một cựu quân nhân người Mỹ. Trong cộng đồng nghiên cứu UFO, ông thường được coi là một trong những chuyên gia kỳ cựu am hiểu sâu rộng về vụ rơi UFO ở gần Roswell, New Mexico vào tháng 7 năm 1947.

## Tiểu sử

### Thân thế
Randle chào đời ngày 4 tháng 6 năm 1949 tại Cheyenne, Wyoming nước Mỹ. Ông từng có thời gian theo học chuyên ngành báo chí tại Đại học Iowa (BA). Về sau thi lấy bằng thạc sĩ tâm lý học cũng như bằng tiến sĩ của Đại học Bờ biển California và bằng thạc sĩ thứ hai chuyên ngành quân sự học của Đại học Quân sự Hoa Kỳ.

### Binh nghiệp
Sau khi tốt nghiệp ra trường, ông tình nguyện gia nhập Quân đội Mỹ tham gia cả hai cuộc chiến tranh Việt Nam và chiến tranh Iraq. Lúc mới sang Việt Nam, Randle chỉ là phi công lái máy bay trực thăng UH-1 trong thời gian được biên chế cho Đại đội Trực thăng Xung kích 116 đóng quân tại Củ Chi rồi sau chuyển sang Đại đội Trực thăng Xung kích 187 đóng quân tại Tây Ninh. Từ sau chiến tranh Việt Nam cho đến lúc tham chiến tại Iraq, Randle vẫn phục vụ cả lực lượng tại ngũ và dự bị trong Không quân Mỹ. Suốt thời kỳ công tác ở Không quân, Randle từng trải qua nhiều vai trò như nhân viên phụ trách công vụ, phụ tá tướng lĩnh và sau cùng là sĩ quan tình báo. Ông được thăng chức nhiều lần và hoàn thành nhiệm vụ Quân nhân Dự bị Không quân với cấp bậc đại úy không quân và giám đốc tình báo của một nhóm không vận. 
Sau vụ tấn công khủng bố vào Trung tâm Thương mại Thế giới ngày 11 tháng 9 năm 2001, Randle quyết định gia nhập Đội Vệ binh Quốc gia Iowa trên cương vị sĩ quan tình báo. Đơn vị của ông là Tiểu đoàn Tín hiệu 234 nhận lệnh điều động ra quân tại Sân bay Quốc tế Baghdad ở Iraq vào tháng 6 năm 2003 và trở về nước vào tháng 5 năm 2004. Randle được Bộ Quốc phòng Mỹ trao tặng Huy hiệu Hành động Chiến đấu vì có công chiến đấu anh dũng qua những trận đọ súng ở Iraq. Randle rời khỏi Đội Vệ binh Quốc gia Iowa để về hưu với quân hàm trung tá vào năm 2009.

### Nghiên cứu UFO
Randle bắt đầu công việc nghiên cứu UFO hồi còn là học sinh trung học. Năm 1972, ông xuất bản bài báo đầu tiên về UFO trong tạp chí Saga's Annual UFO Report (sau đổi tên thành Saga UFO Report). Trong suốt thập niên 1970, ông cho công bố một số bài báo liên quan đến nhiều vụ chứng kiến UFO bao gồm những câu chuyện về hiện tượng người ngoài hành tinh bắt cóc, ảnh chụp UFO và những bài báo liên quan đến một số loại bằng chứng vật lý do UFO để lại trên hiện trường. Năm 1975, Jim Lorenzen đã đề nghị ông tiến hành điều tra làn sóng tùng xẻo gia súc đang quét qua vùng Trung Tây và miền Tây nước Mỹ.
Tác phẩm của Randle không chỉ giới hạn trong lĩnh vực UFO. Ông còn là tác giả của hơn 100 cuốn sách đủ loại đề tài khác bao gồm hành động phiêu lưu, bí ẩn và khoa học viễn tưởng. Ông cũng viết hơn hai trăm bài báo chuyên mục tạp chí bao gồm chuyến đi khám phá Hang động Nước lạnh của bang Iowa và các bài tường thuật về cuộc chiến tranh Việt Nam. Một bài báo đăng trên tạp chí Soldier of Fortune đã kể lại màn đọ súng khốc liệt vào ngày Lễ Phục Sinh (2004) diễn ra ở khu vực vành đai phía tây sân bay Baghdad.

### Quan điểm về UFO
Robert Sheaffer của tờ tạp chí hoài nghi Skeptical Inquirer đã tới phỏng vấn Randle với câu hỏi về tình trạng hiện tại của tác giả xoay quanh niềm tin vào UFO. Khi được hỏi điều gì là bằng chứng đáng tin cậy cho sự tồn tại của UFO, ông cho biết mình vẫn tin tưởng quả thực đã có một chiếc UFO rơi xuống Roswell, và có khả năng ẩn chứa sự thật về câu chuyện UFO gặp nạn ở Shag Harbour vào năm 1967.  Nhưng Randle cảm thấy rằng hầu hết những người bị bắt cóc đều "mô tả tình trạng tê liệt khi ngủ"..."nhiều người trong số những người được cho là nạn nhân trong vụ bắt cóc này rất dễ gây ấn tượng và dễ bị một nhà thôi miên chi phối".  Về nghiên cứu đang được tiến hành để tìm bằng chứng về người ngoài hành tinh, "...chúng ta cho rằng lĩnh vực này...đã không phát triển trong suốt hơn hai mươi năm qua. Bây giờ là mười hoặc mười hai năm nữa, và vẫn chẳng có tiến triển nào đáng kể".  Randle đúc kết qua câu nói, "Tôi từng đặt ra tiêu chuẩn rất cao về mức độ bằng chứng cần thiết. Có rất ít trường hợp xác thực về UFO. Thế nhưng, một số lời giải thích đượm vẻ hoài nghi lại không phù hợp với sự thật. Tuy vậy, Tôi ngày càng đa nghi hơn khi về già".  Theo ý kiến từ cuộc phỏng vấn của Sheaffer, Randle "vẫn coi trọng 'lời khai của nhân chứng' hơn những người hoài nghi thường làm".
Trong một cuộc phỏng vấn về sau với Sheaffer, Randle đối với biến cố Roswell đã bày tỏ nhận định rằng "ông ấy không còn chắc chắn điều gì đã thực sự xảy ra và ông cảm thấy trường hợp dính líu đến người ngoài hành tinh (ET) không còn thiết thực nữa".

## Tác phẩm

### Viết về đề tài UFO
- Roswell in the 21st Century: the Evidence as it Exists Today (2016)
- The Abduction Enigma viết chung với William P. Cone và Russ Estes (2000)
- Case MJ-12: The True Story Behind the Government's UFO Conspiracies (2002)
- Conclusions On Operation Majestic Twelve (1994)
- Conspiracy of Silence: From Roswell to Project Blue Book - What the Government Doesn't Want You to Know about UFOs (1997) ISBN 0380726912
- Crash: When UFOs Fall From the Sky: A History of Famous Incidents, Conspiracies, and Cover-Ups (2010)
- Faces of the Visitors viết chung với Russ Estes (1997)
- A History of UFO Crashes (1995)
- Invasion Washington: UFOs Over the Capitol (2001)
- The October Scenario: UFO Abductions, Theories About Them and a Prediction of When They Will Return (1988/2019)
- Project Blue Book Exposed (1998)
- Project Moon Dust: Beyond Roswell - Exposing The Government's Covert Investigations And Cover-ups (1999)
- The Randle Report: UFOs in the '90s (1998)
- Reflections of a UFO Investigator (2012)
- The Report On the Conclusions of the Recent Air Force Analysis of the Roswell Incident viết chung với Donald R. Schmitt (tự xuất bản, 1994)
- The Roswell Encyclopedia (2000)
- Roswell UFO Crash Update: Exposing the Military Cover-Up of the Century
- Roswell, UFOs and the Unusual
- Scientific Ufology: Roswell and Beyond - How Scientific Methodology Can Prove the Reality of UFOs (2000)
- The Spaceships of the Visitors: An Illustrated Guide to Alien Spacecraft viết chung với Russ Estes (2000)
- The Truth About the UFO Crash at Roswell viết chung với Donald R. Schmitt (1997)
- The UFO Casebook (1989)
- UFO Crash at Roswell viết chung với Donald R. Schmitt (1991)

### Khoa học viễn tưởng
- Loạt truyện The Exploration Chronicles
  - Signals (2003)
  - Starship (2003)
  - F.T.L. (2004)
  - The Gate (2006)
- Loạt truyện Jefferson's War
  - The Galactic Silver Star (1990)
  - The Price of Command (1990)
  - The Lost Colony (1991)
  - The January Platoon (1991)
  - Death of a Regiment (1991)
  - Chain of Command (1992)
- Loạt truyện Galactic MI
  - Galactic MI (1993)
  - The Rat Trap (1993)
  - The Citadel (1994)
- Operation Roswell (2002)
- Loạt truyện Seeds of War
  - Seeds of War viết chung với Robert Cornett (1986)
  - The Aldebaran Campaign viết chung với Robert Cornett (1988)
  - The Aquarian Attack viết chung với Robert Cornett (1989)
- Loạt truyện Star Precinct
  - Star Precinct viết chung với Richard Driscoll (Ed Gorman) (1992)
  - Star Precinct 2: Mind Slayer viết chung với Richard Driscoll (Ed Gorman) (1992)
  - Star Precinct 3: Inside Job viết chung với Richard Driscoll (Ed Gorman) (1992)
- Loạt truyện Global War
  - Dawn of Conflict (1991) ISBN 0553294369
  - Border Winds (1992)
- Loạt truyện Time Mercenaries
  - Remember the Alamo! (viết chung với Robert Cornett) (1986)
  - Remember Gettysburg (viết chung với Robert Cornett) (1988)
  - Remember the Little Bighorn (viết chung với Robert Cornett) (1990)
- On the Second Tuesday of Next Week

### Viết dưới bút danh Eric Helm
- Loạt truyện Scorpion Squad
  - Body Count (1984)
  - The Nhu Ky Sting (1984)
  - Chopper Command (1985)
  - River Raid (1985)
- Loạt truyện Vietnam: Ground Zero
  - Dragon's Jaw (1989)
  - Empire (1989)
  - The Fall Of Camp A-555 (1987)
  - Guidelines (1987)
  - Gunfighter (1990)
  - Hamlet (1988)
  - The Hobo Woods (1987)
  - Incident At Plei Soi (1988)
  - The Iron Triangle (1988)
  - MACV (1989)
  - Moon Cusser
  - Payback (1989)
  - P.O.W. (1986)
  - Puppet Soldiers (1989)
  - Recon
  - Sniper (1990)
  - Soldier's Medal (1987)
  - Strike (1989)
  - Tan Son Nhut (1989)
  - Target (1990)
  - Tet (1988)
  - Unconfirmed Kill (1986)
  - Vietnam: Ground Zero (1986)
  - The Ville (1987)
  - Warlord (1990)
  - Warrior (1990)

### Viết dưới bút danh Steve MacKenzie
- Loạt truyện SEALS
  - Ambush (1987)
  - Blackbird (1987)
  - Desert Raid (1988)
  - Infiltrate (1988)
  - Assault (1988)
  - Sniper (1988)
  - Attack (1989)
  - Stronghold (1989)
  - Treasure (1989)

### Tác phẩm khác
- Death Before Dishonor viết chung với John Gatliff và Lawrence Kubik (1987) ISBN 0380752824
- Lost Gold & Buried Treasure: A Treasure Hunter's Guide to 250 Fortunes Waiting to Be Found (1995)
- Once Upon a Murder viết chung với Robert J. Randisi (1987)
- To Touch the Light (1994)
- Spanish Gold (1990)
- Vampyr? (2010)